# Максим Мухин
	Максим Андрејевич Мухин (Тољати, 4. новембар 2001) је руски фудбалер који игра на позицији везног играча за ЦСКА Москву и репрезентацију Русије.

## Каријера

### Клупска каријера
Дебитовао је у Премијер лиги Русије за ФК Локомотиву из Москве 8. новембра 2020. у утакмици против Динама из Москве. Дана 28. маја 2021. потписао је петогодишњи уговор са ЦСКА из Москве. У периоду од 2019. до 2021. играо је на позајици за Казанку из Москве. 

### Репрезентација
Први пут је позван у фудбалску репрезентацију Русије у марту 2021. за квалификације за Светско првенство против Малте, Словеније и Словачке. Добио је позив са 19 година иако никада раније није представљао Русију на јуниорским нивоима и имао је само 5 стартних утакмица у Премијер лиги Русије у том тренутку. Неки од других играча на његовој позицији дефанзивног везног су билиповређени, а друге потенцијалне замене су већ регистроване за УЕФА Европско првенство за играче до 21 године 2021. године, распоред за Евро-до 21 године био је у супротности са распоредом квалификација за Светско првенство. Дебитовао је 27. марта 2021. против Словеније.
Дана 11. маја 2021. био је укључен у прелиминарни проширени тим од 30 играча за Европско првенство 2020. Дана 2. јуна 2021. уврштен је у коначну екипу. Појавио се као друга полузамена у све три утакмице групне фазе Русије пошто су елиминисани након што су победили Финску и изгубили од Белгије и Данске.

## Статистика каријере

### Клуб
Ажурирано 25. маја 2024.
| Клуб                       | Сезона            | Лига                 | Лига | Лига | Куп | Куп | Европа | Европа | Остало | Остало | Укупно | Укупно |
| Клуб                       | Сезона            | Лига                 | Ута  | Гол  | Ута | Гол | Ута    | Гол    | Ута    | Гол    | Ута    | Гол    |
| -------------------------- | ----------------- | -------------------- | ---- | ---- | --- | --- | ------ | ------ | ------ | ------ | ------ | ------ |
| Локомотива Москва          | 2019/20.          | Премијер лига Русије | 0    | 0    | 0   | 0   | 0      | 0      | –      | –      | 0      | 0      |
| Локомотива Москва          | 2020/21.          | Премијер лига Русије | 10   | 0    | 4   | 0   | 1      | 0      | –      | –      | 15     | 0      |
| Локомотива Москва          | Укупно            | Укупно               | 10   | 0    | 4   | 0   | 1      | 0      | –      | –      | 15     | 0      |
| Казанка Москва (позајмица) | 2019/20.          | Друга лига Русије    | 2    | 1    | –   | –   | –      | –      | –      | –      | 2      | 1      |
| Казанка Москва (позајмица) | 2020/21.          | Друга лига Русије    | 8    | 0    | –   | –   | –      | –      | –      | –      | 8      | 0      |
| Казанка Москва (позајмица) | Укупно            | Укупно               | 10   | 1    | 0   | 0   | 0      | 0      | –      | –      | 10     | 1      |
| ЦСКА Москва                | 2021/22.          | Премијер лига Русије | 26   | 0    | 3   | 0   | –      | –      | –      | –      | 29     | 0      |
| ЦСКА Москва                | 2022/23.          | Премијер лига Русије | 17   | 1    | 6   | 0   | –      | –      | –      | –      | 23     | 1      |
| ЦСКА Москва                | 2023/24.          | Премијер лига Русије | 12   | 2    | 3   | 0   | –      | –      | 1      | 0      | 16     | 2      |
| ЦСКА Москва                | Укупно            | Укупно               | 55   | 3    | 12  | 0   | 0      | 0      | 1      | 0      | 68     | 3      |
| Укупно у каријери          | Укупно у каријери | Укупно у каријери    | 75   | 4    | 16  | 0   | 1      | 0      | 1      | 0      | 93     | 4      |

### Репрезентација
Ажурирано 16. октобра 2023.
| Национални тим | Год    | Ута | Гол |
| -------------- | ------ | --- | --- |
| Русија         | 2021   | 5   | 0   |
| Русија         | 2023   | 3   | 0   |
| Укупно         | Укупно | 8   | 0   |

## Награде и трофеји

### Клуб
Локомотива Москва
- Куп Русије : 2020/21.[9]

ЦСКА Москва
- Куп Русије : 2022/23.[10]